# تيم ماهوني (سياسي)
تيم ماهوني (بالإنجليزية: Tim Mahoney)‏ هو سياسي أمريكي، ولد في 21 سبتمبر 1953 في سانت بول في الولايات المتحدة. حزبياً، نشط في حزب العمال المزارعين الديمقراطيين في مينيسوتا والحزب الديمقراطي. وقد انتخب عضو مجلس نواب مينيسوتا.

## وصلات خارجية
- الموقع الرسمي